# محطة قطار اللد – غني أفيف
محطة قطار اللد – غني أفيف (بالعبرية: תחנת הרכבת לוד – גני אביב) هي محطة قطار للركاب تقع على الخط الرئيسي للسكة الحديدية الساحلية في شبكة قطارات إسرائيل وتخدم مدينة اللد في مركز إسرائيل. تقع المحطة شمال غربي مدينة اللد، بالقرب من حي غني أفيف، بين محطتي القطار اللد وكفار حباد.

## تاريخ
مع إقامة حي غني أفيف في اللد أواسط التسعينيات، أكدت بلدية اللد ووزارة الإسكان للسكان أنه سيتم بناء محطة قطار بالقرب من الحي. واُقترحت للمحطة الأسماء التالية: «شمال اللد» و«ضواحي اللد».[بحاجة لمصدر] في يوليو 2002 أعلن رئيس الوزراء –أرئيل شارون– إطلاق مشروع بناء المحطة، كجزء من خطة شاملة لإعادة تأهيل وتطوير مدينة اللد.
وُضع حجر الأساس للمحطة في 8 مايو 2002[بحاجة لمصدر] لكن خطط البناء لم تعرض على لجنة التخطيط إلا في بداية عام 2003 ، وتمت الموافقة عليها خلال ذلك العام. بعد خلافات مالية بين شركة قطار إسرائيل ووزارتي النقل والمالية، بدأت أعمال بناء المحطة فقط في فبراير 2006 . اُفتتحت المحطة في 10 مايو 2008.

## خطوط
يتوقف قطار واحد في المحطة كل ساعة في كل اتجاه على خط نتانيا – بيت شيمش. خلال بعض ساعات النهار، يتوقف قطار واحد في المحطة كل ساعة في كل اتجاه على خط بنيامينا – رحوفوت.